# Sonna (Lombardia)
Il torrente Sonna è un corso d'acqua della Lombardia. 

## Descrizione
Nasce dal Monte Tesoro, nella zona del Colle di Sogno nel comune di Torre de' Busi. 
Passato l'abitato di Torre de' Busi entra in territorio di Caprino Bergamasco. Confluisce da sinistra nell'Adda 10 km dopo la sorgente all'altezza del ponte di Brivio sulla Briantea. Il corso del torrente è compreso nei comuni di Torre de' Busi, Caprino Bergamasco, Pontida e Cisano Bergamasco.